# Elisabeta de Austria (1285–1352)

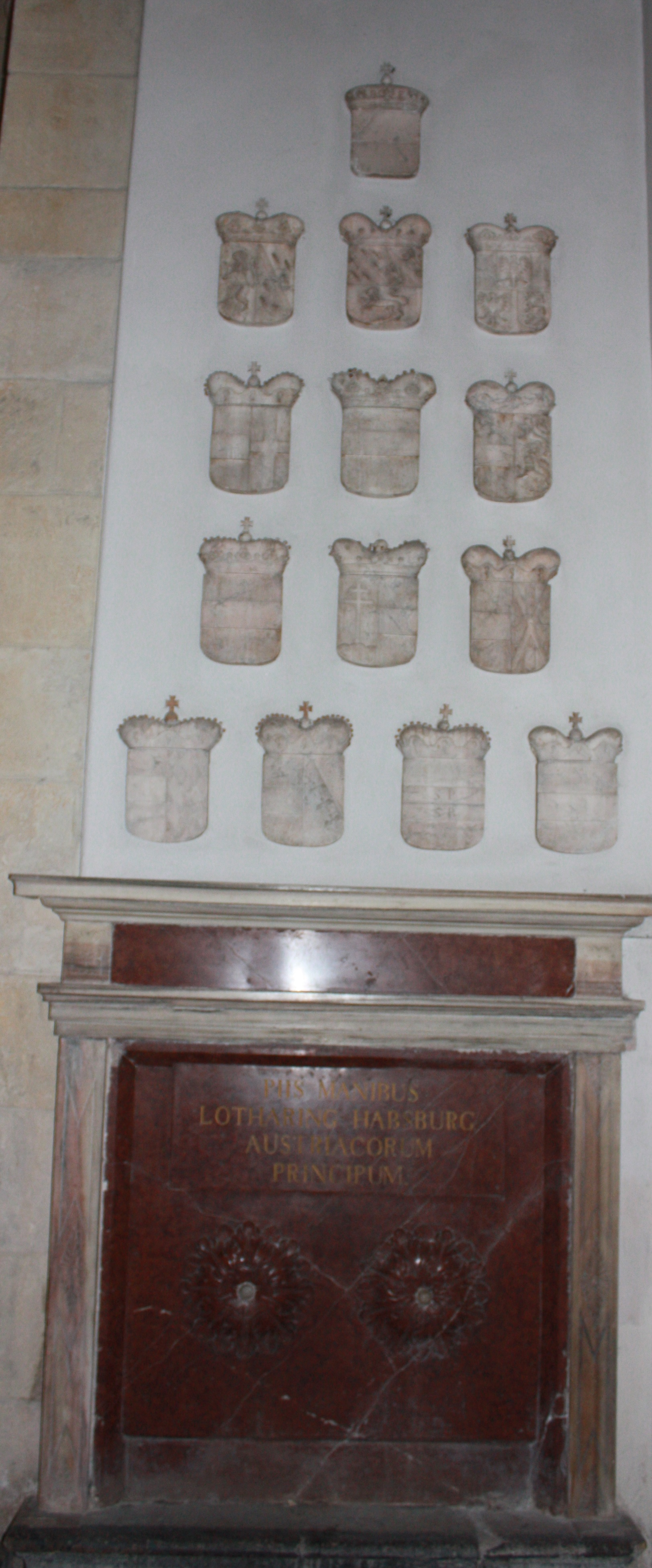
Epitaf cu stema Habsburgilor în biseirca Sf. Pavel din Lavanttal

Elisabeta de Habsburg, de asemenea, cunoscută ca Elisabeta de Lorena (c. 1285 la Viena – d. 19 mai 1352 la Nancy) a fost fiica regelui romano-german Albert I și a soției lui Elisabeta de Gorizia-Tirol. Prin căsătorie Elisabeta a devenit ducesă de Lorena.

## Biografie
Inițial în 1299 Elisabeta trebuia să devină soția unuia dintre fiii regelui francez Filip al IV-lea pentru a stabili legături mai strânse între familia ei și familia regală a Franței. Fratele cel mare al Elisabetei, Rudolf al III-lea, s-a căsătorit în 1300 cu Blanche, fiica regelui Filip al III-lea, iar planul privind căsătoria Elisabetei, amintit anterior, a fost abandonat.
Câțiva ani mai târziu, Elisabeta s-a căsătorit cu viitorul duce Frederic al IV-lea de Lorena. Contractul de căsătorie a fost încheiat pe 6 august 1306, iar nunta a avut loc la Nancy în 1307. În Lorena, Elisabeta era cunoscută sub numele de Isabella.
Din căsătoria Elisabetei cu Frederic al IV-lea au rezultat doi copii:
- Rudolf (Raoul) (n. 1320 – d. 26 august 1346 în Bătălia de la Crécy), duce de Lorena, căsătorit cu Aliénor de Bar (d. 1333), fiica lui Eduard I, conte de Bar, apoi căsătorit cu Marie de Châtillon, numită Marie de Blois (d. 1363), regenta Lorenei începând din 1346, fiica lui Guy I de Châtillon, conte de Blois și Dunois (Casa de Châtillon)
- Margareta (d. după 1376), căsătorită prima dată cu Jean de Chalon (d. 1360), lord de Auberive (Casa de Burgundia-Ivrea), a doua oară cu Conrad (d. înainte de 1362), conte de Freiburg, lord de Romont și a treia oară căsătorită cu Ulrich al IV-lea (d. 1377), lord de Rappoltstein.

După ce Frederic al IV-lea de Lorena a murit (în 1328 sau 1329) Elisabeta, care primise domeniile Neufchâteau și Châtenois ca văduvă, a preluat regența pentru fiul ei minor, Rudolf, până în 1331. A murit la Nancy în 1352.
Elisabeta a fost înmormântată în biserica Mănăstirii Königsfelden. Apoi în 1770 rămășițele membrilor familiei de Habsburg ce fuseseră înmormântați în cripta acestei biserici au fost mutate într-o procesiune solemnă la Mănăstirea St. Blasien și, după desființarea acesteia în 1806, la Mănăstirea Spital am Pyhrn, iar în 1809 în cripta bisericii Mânăstirii Sf. Paul din Lavanttal în Carintia.
Descrierea reînhumării de către Franz Kreutter pomenește disputa dintre mânăstirea din Nancy, unde ea dorise să fie înmormântată în capela Sf. Georg, construită din donațiile sale, și „victoria” mănăstirii Königsfelden.